# Barinaga tufta
Barinaga tufta är en insektsart som beskrevs av Irena Dworakowska 1995. Barinaga tufta ingår i släktet Barinaga och familjen dvärgstritar. Inga underarter finns listade i Catalogue of Life.